# Megatron
Megatron é o principal vilão do universo Transformers. Megatron é um robô maligno capaz de alterar seu corpo, cujo nome é uma combinação de "megaton" e "electronic".

## Animações

### Geração 1
Na primeira geração de bonecos e animação, lançada em 1984, Megatron é o líder dos Decepticons, um grupo de autômatos vindo do planeta Cybertron e adversários dos Autobots. Sua arma principal é um canhão de fusão, e seu modo alternativo é uma pistola Walther P38.
Nesta série animada, foram os Autobots que desenvolveram primeiro a capacidade de se transformar, posteriormente com os Decepticons seguindo o exemplo e criando Megatron como sua arma máxima de destruição.

### Beast WarseBeast Machines
Em Beast Wars e Beast Machines, outro personagem chamado Megatron aparece como líder dos vilões Predacons. Em Beast Wars, seu modo alternativo é um tiranossauro, e ele é conhecido pelo bordão "yesss". Em Beast Machines seu modo alternativo é um dragão, embora ele não goste desta forma, por querer livrar Cybertron de todo e qualquer vestígio orgânico.

### Transformers: Robots in Disguise
Na série de animê Robots in Disguise, Megatron é líder dos Predacons, e é o principal inimigo do anime. No Japão, é chamado de Gigatron. Se transforma em seis modos diferentes: o de robô; em um dragão de duas cabeças; um jato; um carro de corrida; um morcego e uma mão. Ele morre, e é revivido pelos Predacons. Nisso, torna-se Galvatron (Devil Gigatron). De diferente, ele deixa o corpo negro com detalhes roxos para ter um corpo branco com detalhes em preto fosco. Além disso, ficou mais forte e pode transformar-se em mais quatro formas: uma de dragão, agora com uma cabeça; um mamute ou um elefante; um veículo aquático; e em um grifo.

### Trilogia Unicron
Nas séries de animê Transformers: Armada, Transformers: Energon e Transformers: Cybertron, Megatron é o líder dos Decepticons, e vira um tanque (Armada), jato(Energon) e carro de corrida (Cybertron).

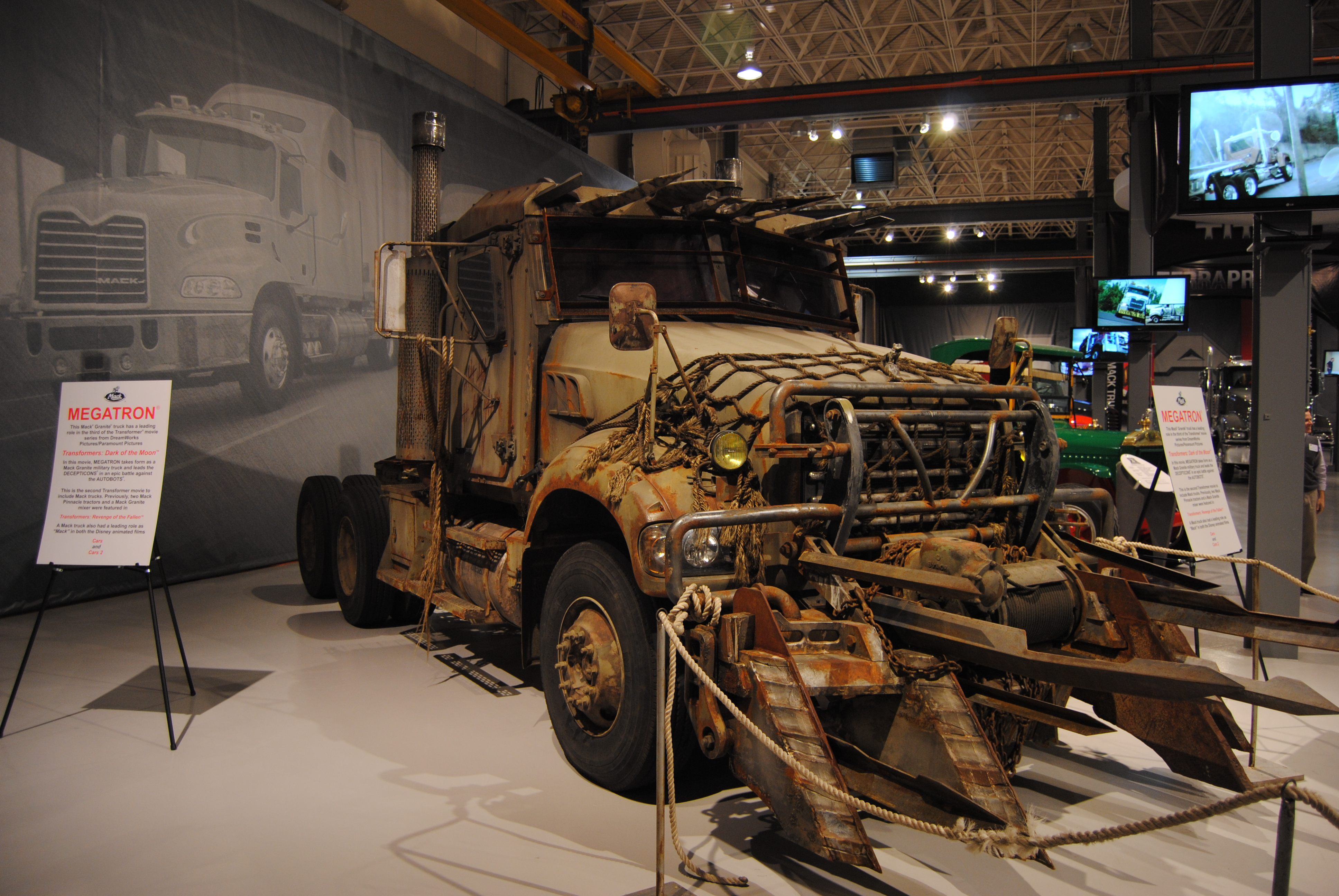
Megatron no modo caminhão (de Transformers 3: O Lado Oculto da Lua)

### Transformers Animated
Em Transformers Animated, Megatron não é o vilão primário da primeira temporada, mas assume o posto de principal antagonista na segunda. O design é baseado no filme (inclusive no modo alternativo inicial ser um jato cybertroniano), mas com traços mais humanos e brandindo espadas.
Após ficar boa parte da primeira temporada com apenas a cabeça funcionando, Megatron consegue se recompor com a ajuda do cientista Isaac Sumdac (para quem fingiu ser um autobot) e de seus colegas decepticons Blitzwing e Lugnut. Uma vez reconstruído, Megatron passou a utilizar, como modo alternativo, um convertiplano (veículo com dois rotores móveis e que combina elementos de avião e helicóptero).

## Filmes
No filme de 2007, Megatron (cujo modo alternativo é um jato Cybertroniano) é o líder dos Decepticons, que no século XVIII encontrou o mitológico Allspark na Terra mas na aterrissagem no Ártico acabou congelado. Megatron fora levado para os EUA, onde um setor secreto do FBI chamado Setor 7 esconde-o sobre a represa Hoover - e tornou-se fonte de grande parte da tecnologia humana por meio de engenharia reversa. Em 2007, os Decepticons chegam na Terra e libertam o líder de seu coma. Megatron e os Decepticons seguem os militares que carregavam o Allspark para a cidade de Mission City, onde ocorre uma batalha entre os Decepticons e Autobots. Megatron mata Jazz e luta com seu "irmão" Optimus Prime, até ser morto por Sam Witwicky ao ter o Allspark enfiado na fonte de energia em seu peito. Os restos de Megatron e os outros Decepticons derrotados são jogados no abismo laurenciano no Atlântico norte para serem destruídos pela pressão da água e pelo frio.
Na continuação Transformers: Revenge of the Fallen (2009), Megatron foi ressuscitado por peças canibalizadas, com um novo modo alternativo (tanque de guerra). Após contatar seu mestre, The Fallen, mata Optimus Prime para que Fallen domine a Terra. No clímax no Egito, acaba sendo derrotado por um Optimus Prime ressuscitado e reforçado pelas peças de Jetfire, e foge com Starscream enquanto Optimus mata Fallen.
No terceiro filme, Transformers: Dark of the Moon (2011), Megatron está refugiado na África com alguns Decepticons devido às feridas do duelo com Optimus. Porém seus planos malignos se revivem quando Optimus revive seu mentor Sentinel Prime, que revela que havia se aliado aos Decepticons para reviver Cybertron. Para realizá-lo, irão transportar o planeta através de um ponte espacial e escravizar a humanidade a fazer as obras. Porém durante a batalha em Chicago, em meio ao transporte pela ponte, a namorada de Sam, Carly, faz Megatron perceber que estava apenas sendo o lacaio de Sentinel, e dificilmente teria espaço na nova ordem. Irado, Megatron atira em Sentinel enquanto este duelava com Optimus. Após a ponte ser desativada, destruindo Cybertron, Optimus mata Megatron, e usa a arma do arqui-inimigo para matar Sentinel.
Em Transformers: Age of Extinction, Megatron não aparece, mas Galvatron, reconstruído a partir de sua mente, se torna um dos vilões do filme. Porém, Megatron ressurgiu em sua forma própria em Transformers: The Last Knight.